# 14498 Bernini
14498 Bernini eller 1995 DO2 är en asteroid i huvudbältet som upptäcktes den 28 februari 1995 av den italienske astronomen Vincenzo Silvano Casulli vid Colleverde-observatoriet. Den är uppkallad efter den italienske skulptören Giovanni Lorenzo Bernini.
Asteroiden har en diameter på ungefär 7 kilometer.